# Nogometni kup Bosne i Hercegovine 2017./18.
Nogometni kup Bosne i Hercegovine za sezonu 2017./18. je 18. izdanje nogometnog kupa Bosne i Hercegovine koje se igra na području cijele države. 
 
U kupu sudjeluju 32 kluba. Kup je osvojio "Željezničar" iz Sarajeva.

## Sudionici
| | | |
| - Premijer liga BiH - Borac Banja Luka - Čelik Zenica - GOŠK Gabela - Krupa (Krupa na Vrbasu) - Mladost Doboj Kakanj - Radnik Bijeljina - Sarajevo - Sloboda Tuzla - Široki Brijeg - NK Vitez - Zrinjski Mostar - Željezničar Sarajevo | - 1. liga FBiH - Bosna Visoko - Bratstvo Gračanica - Metalleghe-BSI Jajce - Olimpik Sarajevo - Slaven Živinice - Sloga Simin Han - TOŠK Tešanj - Velež Mostar - 1. liga R. Srpske - Kozara Bosanska Gradiška - Rudar Prijedor - Slavija Istočno Sarajevo - Sutjeska Foča - Tekstilac Kort Derventa - Zvijezda 09 Brgule (Bijeljina) | - lige u FBiH - Azot Vitkovići - Grude - Svatovac Poljice - FK Vitez - lige u R. Srpskoj - Leotar Trebinje - Ljubić Prnjavor |

## Rezultati

### Šesnaestina završnice
Igrano na jednu utakmicu. Susreti su igrani 19. i 20. rujna 2017.
| klub1                          | klub2                    | rezultat       | napomene                                         |
| ------------------------------ | ------------------------ | -------------- | ------------------------------------------------ |
| Rudar Prijedor                 | Tekstilac Kort Derventa  | 1:1 (5:4 11 m) | Rudar prošao boljim izvođenjem jedanaesteraca    |
| Metalleghe-BSI Jajce           | Željezničar Sarajevo     | 0:1            |                                                  |
| Mladost Doboj Kakanj           | Sarajevo                 | 0:0 (4:3 11 m) | Mladost prošla boljim izvođenjem jedanaesteraca  |
| Radnik Bijeljina               | Široki Brijeg            | 0:1            |                                                  |
| Sloga Simin Han                | Zrinjski Mostar          | 1:0            |                                                  |
| Zvijezda 09 Brgule (Bijeljina) | Bosna Visoko             | 2:0            |                                                  |
| FK Vitez                       | Borac Banja Luka         | 3:8            |                                                  |
| Slaven Živinice                | Čelik Zenica             | 2:2 (4:5 11 m) | Čelik prošao boljim izvođenjem jedanaesteraca    |
| Leotar Trebinje                | Kozara Bosanska Gradiška | 4:0            |                                                  |
| Velež Mostar                   | Olimpik Sarajevo         | 1:3            |                                                  |
| Ljubić Prnjavor                | NK Vitez                 | 0:6            |                                                  |
| Bratstvo Gračanica             | Sutjeska Foča            | 6:1            |                                                  |
| Azot Vitkovići                 | Sloboda Tuzla            | 1:2            |                                                  |
| Svatovac Poljice               | Slavija Istočno Sarajevo | 1:1 (5:4 11 m) | Svatovac prošao boljim izvođenjem jedanaesteraca |
| Grude                          | Krupa (Krupa na Vrbasu)  | 0:4            |                                                  |
| TOŠK Tešanj                    | GOŠK Gabela              | 2:2 (4:5 11 m) | GOŠK prošao boljim izvođenjem jedanaesteraca     |

### Osmina završnice
Igrano na jednu utakmicu. Susreti su igrani 25. listopada i 1. studenog 2017.
| klub1                | klub2                          | rezultat       | napomene                                                   |
| -------------------- | ------------------------------ | -------------- | ---------------------------------------------------------- |
| Svatovac Poljice     | Sloga Simin Han                | 0:2            |                                                            |
| Bratstvo Gračanica   | Sloboda Tuzla                  | 1:2            |                                                            |
| Rudar Prijedor       | Čelik Zenica                   | 2:1            |                                                            |
| Olimpik Sarajevo     | GOŠK Gabela                    | 4:0            |                                                            |
| Željezničar Sarajevo | Mladost Doboj Kakanj           | 2:1            |                                                            |
| Široki Brijeg        | NK Vitez                       | 3:0            |                                                            |
| Borac Banja Luka     | Krupa (Krupa na Vrbasu)        | 0:2            |                                                            |
| Leotar Trebinje      | Zvijezda 09 Brgule (Bijeljina) | 1:1 (3:4 11 m) | Zvijezda 09 Brgule prošla boljim izvođenjem jedanaesteraca |

### Četvrtzavršnica
Prvi susreti su igrani 22. i 30. studenog, a uzvrati 29. studenog i 7. prosinca 2018.
| klub1            | klub2                          | 1. ut | 2. ut | napomene |
| ---------------- | ------------------------------ | ----- | ----- | -------- |
| Olimpik Sarajevo | Zvijezda 09 Brgule (Bijeljina) | 1:2   | 0:0   |          |
| Rudar Prijedor   | Krupa (Krupa na Vrbasu)        | 0:3   | 2:3   |          |
| Sloga Simin Han  | Sloboda Tuzla                  | 0:0   | 0:2   |          |
| Široki Brijeg    | Željezničar Sarajevo           | 0:1   | 0:2   |          |

### Poluzavršnica
Prvi susreti igrani 11. travnja, a uzvrati 18. travnja 2018. 
| klub1                          | klub2                   | 1. ut | 2. ut | napomene |
| ------------------------------ | ----------------------- | ----- | ----- | -------- |
| Zvijezda 09 Brgule (Bijeljina) | Krupa (Krupa na Vrbasu) | 0:4   | 0:2   |          |
| Željezničar Sarajevo           | Sloboda Tuzla           | 0:0   | 4:1   |          |

### Završnica
Prvi susret igran 2. svibnja, a uzvrat 9. svibnja 2018. godine. 
| klub1                | klub2                   | 1. ut | 2. ut | napomene                     |
| -------------------- | ----------------------- | ----- | ----- | ---------------------------- |
| Željezničar Sarajevo | Krupa (Krupa na Vrbasu) | 2:0   | 4:0   | Željezničar osvajač Kupa BiH |

## Poveznice
- sportsport.ba
- Kup Federacije BiH 2017./18.